# ماهیچه دوسر بازو
ماهیچه دوسر بازویی (به لاتین: biceps brachii)، ماهیچه‌ای است دراز در جلوی استخوان بازو، که به راحتی قابل لمس بوده و به صورت یک برجستگی بیضی شکل مشاهده می‌گردد. این ماهیچه در حرکات مفصل شانه و آرنج و چرخش ساعد نقش دارد. و در کنار ماهیچه‌ی بازویی جزء ماهیچه‌های قدامی بازوست  سر کوتاه عضله از زائده غرابی استخوان کتف و سر بلند از بالای حفره دوری منشا گرفته و تاندون مشترک سر متحرک به قسمت بالایی و جلویی استخوان زند زبرین متصل میشود . عصب‌گیری دوسر بازویی از عصب ماهیچه‌ای پوستی (ریشه‌های C5-C6) است.

## آغاز و انجام
ماهیچه دوسر بازویی دارای دو مبدأ است و به همین دلیل این ماهیچه را دوسر می‌نامند که عبارتند از:
- سر کوتاه دوسر[۲]
- سر بلند دوسر[۳]

سر کوتاه ماهیچه دوسر بازویی در مبدأ به زائده غُرابی (کوراکوئید) و سر بلند آن به تکمه فوق دوری استخوان کتف اتصال دارد. انتهای این ماهیچه به برجستگی استخوان زند زبرین متصل می‌گردد.
این عضله در جلوی استخوان بازو قرار گرفته و در بالا دو سر دارد. سر بلند عضله که در واقع زردپی بلند آن است از لبه بالایی حفره گلنویید شروع می‌شود و سپس از جلوی مفصل عبور کرده و از درون ناودان بازویی که بین توبروزیته‌های (برجستگی‌های) بزرگ و کوچک استخوان بازو هستند عبور می‌کند. در حین عبور از این ناودان رباط عرضی بازویی آن را در درون ناودان مهار می‌کند.
سر کوتاه زردپی ماهیچه دوسر هم از بالا از نوک زائده غرابی شروع شده و به پایین می‌آید. این دو سر در پایین‌تر به ماهیچه دوسر بازویی متصل می‌شوند.

## کارکرد
ماهیچه دوسر بازویی یک ماهیچه دو مفصلی است که بر روی حرکات دو مفصل شانه و آرنج نقش دارد. این ماهیچه در عمل خم کردن مفصل شانه به ماهیچه‌های دالی (دلتوئید) و ماهیچه غرابی‌بازویی (کوراکوبراکیالیس) کمک می‌کند. عمل این ماهیچه در ارتباط با مفصل آرنج، خم کردن ساعد بر روی بازو و همچنین کمک به برون‌چرخش (سوپیناسیون) ساعد است.